# Nu : une inconnue, nu couché
Pour les articles homonymes, voir Nu couché (homonymie).
Nu : une inconnue, nu couché est une  huile sur toile réalisée par Nicolas de Staël en 1953. Elle est répertoriée à cette date dans le catalogue raisonné de Françoise de Staël sous le n° 722, mais elle a été contresignée et post-datée au dos par le peintre  à la date de 1954, avec un grand O, et une indication de lieu : peint en Provence. Elle fait partie de la série des nus couchés à laquelle appartient le très éclatant Grand nu orange, 1954, contresigné au dos par le peintre en 1954, ainsi que Nu couché (Nu), huile sur toile (1954), collection particulière, acquise par une personne de nationalité américaine le mardi 6 décembre 2011 lors d'une vente à Paris pour plus de 7 millions d'euros. 
Le Nu couché bleu (1955), qui est le dernier de la série, est aussi le plus grand format 114 × 162 cm, collection particulière. C'est l'un les derniers tableaux peints par de Staël peu avant sa mort tragique.
Ces quatre huiles ont été peintes  entre 1953 et 1955 respectivement à Lagnes, Ménerbes, et Antibes. Elles sont parmi les toiles plus importantes sur le thème du nu couché sur toute la période d'étude du nu de Nicolas de Staël, qui compte aussi un grand nombre de petites études : 13 huiles sur toiles de petits formats, ainsi que deux grand formats : Figure (Staël 1953) huile sur toile verticale 100 × 73 cm, ni signée, ni datée, mais fort probablement peinte en 1952, répertoriée dans le catalogue raisonné sous le n° 719, et Figure debout (Figure), 73 × 100 cm, n° 720 du catalogue, non signé, non daté, avec la mentionpeint en Provence . 

## Contexte
Cette toile  s'inscrit dans la lignée des recherches du peintre sur la figure féminine et poursuivie avec un très grand nombre d'études de nus. Dans le catalogue raisonné, Nu : une inconnue, nu couché est précédé de treize études de nus couchés, assis, accoudés, debout, tous datés de  1953. Ce sont des huiles sur toile de petits formats à l'exception de deux grandes toiles citée plus haut : Figure (Staël 1953) huile sur toile verticale 100 × 73 cm et Figure debout (Figure), 73 × 100 cm. 
Anne de Staël a étudié attentivement toutes les étapes des recherches de son père sur le nu, en particulier les œuvres et dessins sur papier, et elle a accordé une importance toute particulière aux nus à l'encre de Chine que Staël a réalisé l'année précédente en 1952. En particulier l'encre de Chine intitulée Nu 1953 (encre de Chine), 41,3 × 53,7 cm  qu'elle reproduit dans son  ouvrage Staël, du trait à la couleur et qui figure dans l'exposition d'Antibes  La figure à nu, hommage à Nicolas de Staël  en même temps que Nu couché bleu (1955), Portrait d'Anne (1953).  
À cette date, Staël a fait ce  « voyage  familial » en Italie et en Sicile du début août 1953. Il a entassé dans son Tube Citroën Françoise enceinte de son dernier fils Gustave, les enfants, et deux amies. 
Parmi ces deux amies, se trouvent Ciska Grillet une amie de René Char, et Jeanne Mathieu fille d'un couple amis de Char qui faisaient partie en 1943-1944 des mêmes réseaux de résistance que le poète. Pendant le voyage, et au retour, la passion de Staël pour Jeanne va éclater, brisant le cercle familial.
Désastreux pour la famille, ce voyage a été d'une grand richesse pour le peintre qui a exécuté un très grand nombre de dessins et croquis, remplissant des cahiers entiers. Selon Françoise de Staël : « Il ne peignit pas pendant ce voyage en Sicile et en Italie, mais il dessina beaucoup, en série, comme toujours, d'une feuille à l'autre, très rapidement sans hésitation ni retouche. De trois ou quatre dessins seulement, sortit la série des Agrigente et des Paysages d'Agrigente- Françoise de Staël-avril 1992, citée par Jean-Louis Prat et Harry Bellet. »
La Sicile lui a inspiré la série des Agrigente, mais son amour pour Jeanne va accélérer sa recherche sur le nu. Il écrit à Jacques Dubourg : « Je crois que quelque chose se passe en moi de nouveau, et parfois, cela se greffe à mon inévitable besoin de tout casser. Que faire. » L'intégralité de la lettre est reproduite dans le catalogue raisonné de Françoise de Staël. On voit que Dubourg est resté le marchand préféré de Staël, et que  le peintre continue à lui fournir des toiles.
Au retour d'Italie, Staël s'enferme seul dans son atelier de Lagnes puis de Ménerbes, puis à Antibes où il peint anonymement Jeanne qui devient son « inconnue », sa « femme assise », son « nu assis figure accoudée » et dont il confie, dans une lettre à René Char : « Je suis devenu un fantôme qui peint des temples grecs et un nu si adorablement obsédant, sans modèle, qu'il se répète et finit par se brouiller de larmes. »
Entre-temps, Paul Rosenberg lui a fait savoir qu'il a vendu tous les tableaux qu'il lui avait envoyé. Staël est donc riche, mais cela ne le console de rien. Il peint désormais avec une fureur fiévreuse et reconnaît, dans une lettre du 17 octobre à Jacques Dubourg: « Je peins dix fois trop, comme on écrase le raisin et non comme on boit du vin ».

## L'œuvre
Nu : une inconnue, nu couché suit de très près le Portrait d'Anne dont la technique est similaire avec de larges aplats au couteau, et une matière épaisse. La figure féminine est couchée en oblique, selon une pose plus douce que celle du Grand nu orange, un coude posé sur un accoudoir rouge, l'autre bras reposant le long du corps. La chair est d'un blanc laiteux, sur un fond bleu dégradé, progressivement plus foncé en arrivant vers les pieds qui disparaissent dans ce bleu. De grands carré rouges esquissent la forme d'un canapé, avec un carré bleu en dossier au-dessus duquel se détache une tête entouré d'une chevelure noire. 
Le tableau dégage une grande sérénité, bien loin des angoisses ressenties par le peintre à ce moment-là,  selon Jean-Claude Marcadé, qui s'inscrit en faux contre les affirmations psychologisantes  de plusieurs critiques d'art qui ont vu dans les toiles de Staël l'expression de son drame, de sa solitude et de sa désolation. « Si l'œuvre de Staël nous était parvenue dans une bouteille jetée à la mer, nous ne verrions aucune trace de sa tragédie existentielle. » En particulier, Marcadé ne partage pas le point de vue de l'ami de David Cooper, John Richardson, à propos des Mouettes : « dotées d'un pouvoir menaçant (...) sur une mer désolée. », ni celui de Germain Viatte qui trouvait que les peintures de Staël étaient presque toutes marquées par « l'angoisse et l' atroce solitude du peintre » . Cette atroce solitude lui était nécessaire pour son accomplissement. « Un peu, toutes proportions gardées, comme le vieux Tolstoï se dirigeant vers un désert et mourant dans une gare obscure. »

## Expositions
Assez rarement montré en Europe, ce nu appartient à un collectionneur privé américain qui l'a acheté chez Paul Rosenberg  à une date non précisée. Il a été exposé à New York en 1954, à la galerie Rosenberg de New York en 1963, à Boston-New York-Chicago en 1965-1966, au Grand Palais (Paris) lors de la rétrospective Staël 1981.